# World Trade Center Barcelona

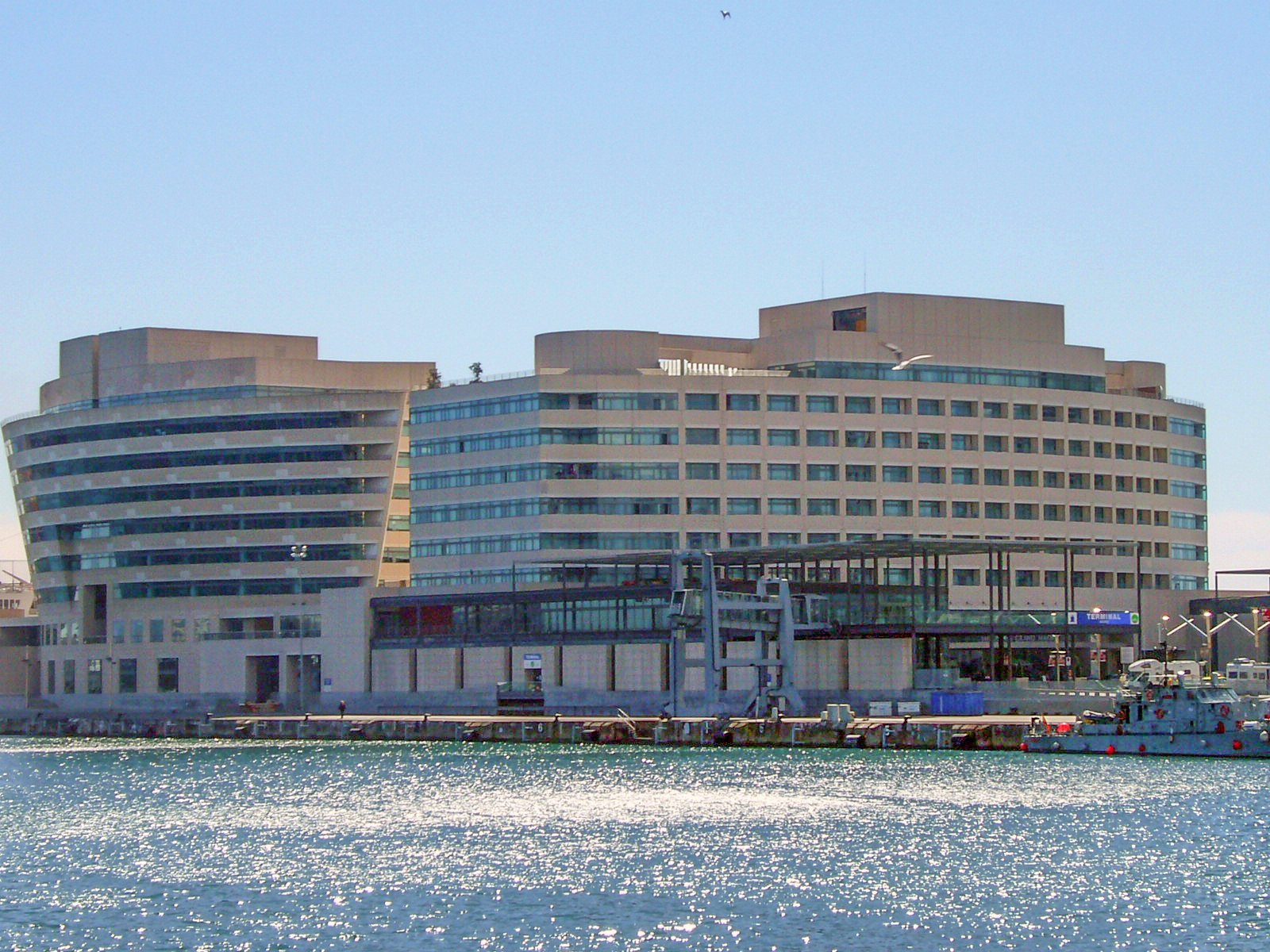
World Trade Center Barcelona

Il World Trade Center di Barcellona è un business center progettato dall'architetto americano Henry Cobb che si trova a Barcellona sul lungomare vicino al centro della città e che è stato inaugurato il 22 luglio 2010.
Il WTCB è composto da quattro edifici che, su una superficie di 40.000 m2, ospitano uffici in affitto, un centro congressi e l'hotel Grand Marina. Le quattro torri sono posizionate in cerchio creando una piazza centrale di 2.500 m2 con negozi e ristoranti e la struttura dell'edificio è stata ispirata dalla forma di una barca circondata dal Mar Mediterraneo.